# Pięknie płyniesz
Pięknie płyniesz – singel polskiego piosenkarza Dawida Podsiadły, promujący film Dawid Podsiadło – Dokumentalny. Singel został wydany 4 grudnia 2024.
Kompozycja znalazła się na 1. miejscu listy OLiA, najczęściej odtwarzanych utworów w polskich rozgłośniach radiowych. Nagranie otrzymało w Polsce status złotego singla, przekraczając liczbę 25 tysięcy sprzedanych kopii.

## Geneza utworu i historia wydania
Utwór napisali i skomponowali Dawid Podsiadło i Tobias Kuhn, który również odpowiada za produkcję utworu.
Singel ukazał się w formacie digital download 4 grudnia 2024 w Polsce za pośrednictwem wytwórni płytowej Pur Pur w dystrybucji Sony Music Entertainment Poland. Piosenka została nagrana do filmu dokumentalnego Dawid Podsiadło – Dokumentalny (2024) w reżyserii Tomasza Knittela.

## „Pięknie płyniesz” w stacjach radiowych
Nagranie było notowane na 1. miejscu w zestawieniu OLiA, najczęściej odtwarzanych utworów w polskich rozgłośniach radiowych.

## Lista utworów
- Digital download[2]

1. „Pięknie płyniesz” – 3:12

## Notowania

### Pozycje na listach sprzedaży
| Kraj   | Lista (2024)             | Najwyższa pozycja |
| ------ | ------------------------ | ----------------- |
| Polska | Billboard Poland Songs   | 8                 |
| Polska | OLiS – single w streamie | 7                 |

### Pozycja na liście airplay
| Kraj   | Lista (2024–25)                | Najwyższa pozycja |
| ------ | ------------------------------ | ----------------- |
| Polska | OLiS – oficjalna lista airplay | 1                 |

## Certyfikaty
| Kraj          | Certyfikat  | Sprzedaż |
| ------------- | ----------- | -------- |
| Polska (ZPAV) | złota płyta | 25 000+  |